# Щуров Владислав Олександрович
Владислав Олександрович Щуров (нар. 27 квітня 2001, Луганськ) — український волейболіст, центральний блокувальник, гравець збірної України та українського клубу Барком-Кажани.

## Життєпис
Народився 27 квітня 2001 року в місті Луганську.
Перший професійний контракт підписав із ВСК «Юридична академія» в 17 років. Сезон 2018-2019 розпочав основним центральним блокуючим ВСК «Юридична академія», провів 36 матчів у чемпіонаті України і разом із командою фінішував на 4 місці.
Після вдалих виступів у складі «Юридичної академії» сезон 2019-2020 розпочав у «МХП-Вінниця». Завершив чемпіонат на третьому місці, пробився в плей-оф, які не було зіграно через COVID-19. У сезоні 2020-2021 провів 27 матчів у чемпіонаті України у складі «МХП-Вінниця». Допоміг команді фінішувати на 4 місці, пробитись у плей-оф, де в 1/4 фіналу програли два матчі «Юридичній академії».
2022 року підписав дворічний контракт із львівським клубом «Барком-Кажани», який із сезону 2022-2023 виступає в польській Плюс Лізі. Один із найкращих блокуючих Плюс Ліги.

### Збірній
2023 року отримав виклик у збірну України на матчі Кубку претендентів за право вийти до Ліги Націй — посіли третє місце і не кваліфікувалися на турнір. Став основним гравцем на Чемпіонат Європи 2023.

## Досягнення

### У збірній
- Бронзовий призер Кубка Претендентів: 2023.